# Sangüesa
Sangüesa (in castigliano) o Zangoza (in basco), è un comune spagnolo di 5 130 abitanti situato nella comunità autonoma della Navarra.

## Storia
Secondo la tradizione, Bernardo di Quintavalle vi fondò tra il 1213 e il 1214 il primo convento dell'Ordine francescano.

## Monumenti e luoghi d'interesse

### Architetture religiose
- Chiesa di Santa Maria la Real
- Chiesa di Santiago
- Chiesa di Sant'Adriano